# Никитчук, Василий Иванович
Василий Иванович Никитчук — советский хозяйственный, государственный и политический деятель, Герой Социалистического Труда.

## Биография
Родился в 1926 году в селе Крупец. Член КПСС.
Участник Великой Отечественной войны, командир орудийного расчёта 4-й батареи 950-го гаубичного артиллерийского полка 6-й гвардейской стрелковой дивизии. С 1950 года — на хозяйственной, общественной и политической работе. В 1950—1980 гг. — колхозник в колхозе села Улашановка Славутского района, председатель ордена «Знак Почёта» колхоза имени Чапаева Славутского района Хмельницкой области Украинской ССР.
Указом Президиума Верховного Совета СССР от 8 апреля 1971 года присвоено звание Героя Социалистического Труда с вручением ордена Ленина и золотой медали «Серп и Молот».
Делегат XXV съезда КПСС.
Умер в Славуте в 2005 году.